# SN 2007ky
SN 2007ky – supernowa typu II odkryta 22 września 2007 roku w galaktyce A010611-0036. W momencie odkrycia miała maksymalną jasność 20,70m.